# Житомирская, Светлана Яковлевна

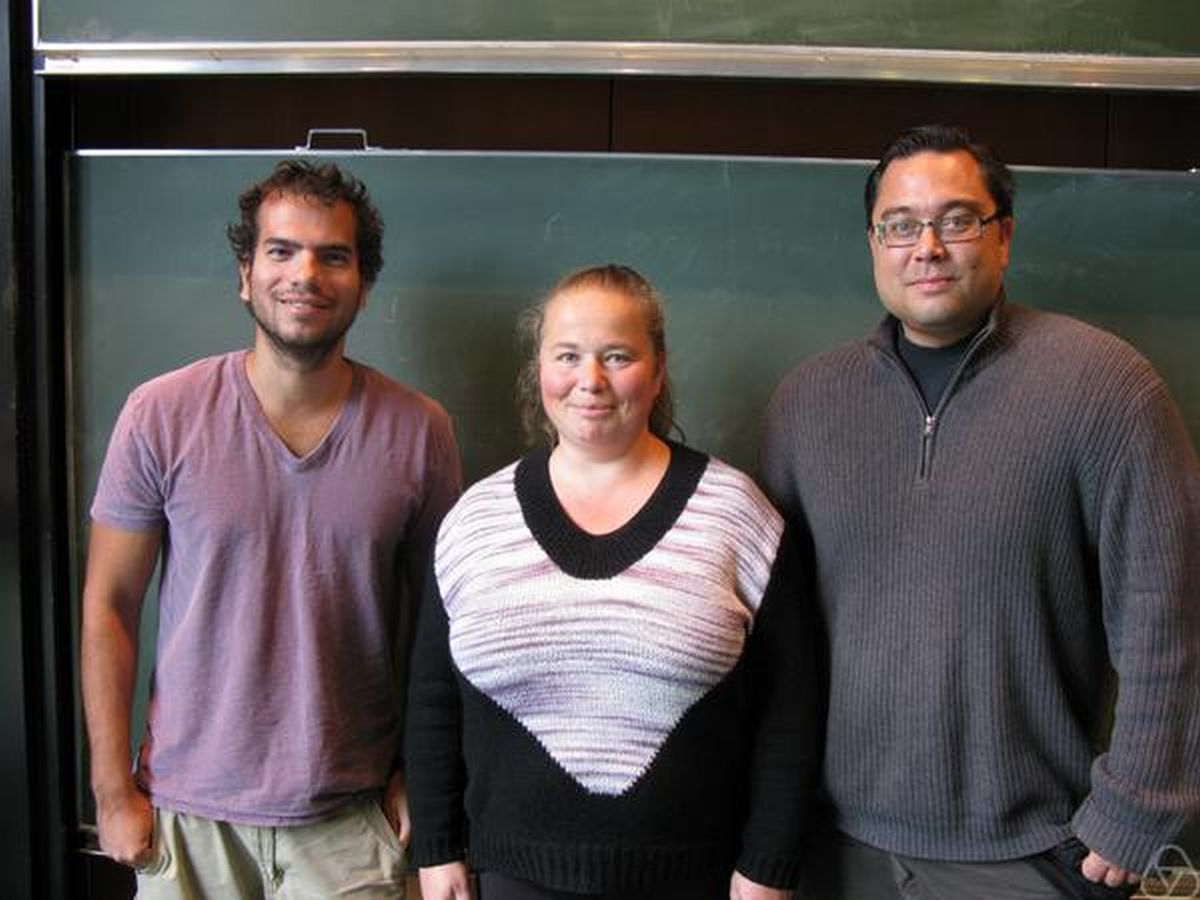
Артур Авила, Светлана Житомирская, David Damanik (слева направо). 2012

Светлана Яковлевна Житомирская (род. 4 июня 1966, Харьков) — американский математик и учёный в области математической физики. Член НАН США (2022).

## Биография
Житомирская родилась в еврейской семье; её родители, Яков Исаакович Житомирский и Валентина Михайловна Борок (1931—2004), были профессорами математики. Eё старший брат Михаил — также математик.
Житомирская сначала хотела изучать литературу. Однако, по её собственному признанию, она выбрала математику, потому что имела лучшие шансы для поступления в МГУ.
В 1991 году под руководством Я. Г. Синая защитила кандидатскую диссертацию «Спектральные и статистические свойства решётки Гамильтонa».
С. Житомирская вышла замуж за математика Владимирa Мандельштамa. Ещё во время учёбы в вузе у них родилась дочь, а позже ещё двое детей.
В это время её муж работал в Московском институте геофизики.
В 1991 году они переехали с мужем в США. В 1992 году она начала работать ассистентом в Университете штата Калифорнии. В 1994 г. — доцент, а с 2000 г. — профессор. Житомирская, кроме того, работала профессором в Калифорнийском технологическом институте, а также в MSRI и Центре Теоретической физики в Марселе. Её муж до 2006 года работал в Московском геофизическом институте.

## Научная деятельность
Житомирская работала, в частности, над исследованием спектра квазипериодических уравнений Шрёдингера, совмещая с работой в теории квантового эффекта Холла, квазикристаллов, локализации явлений и квантового хаоса.
В 1994 году она по приглашению выступила на Международном конгрессе по математической физике в Париже. Второй раз она выступила на нём в 2006 году. Также в 2002 году Житомирскую пригласили выступить на Международном математическом Конгрессе в Пекине («Nonperturbative localization»).
В 2005 году она была награждена Премией Рут Литтл Саттер по математике за большой вклад в исследование спектра квазипериодических уравнений Шрёдингера.
Стала первым лауреатом премии за достижения в области математической физики, учреждённой в 2022 году в честь 100-летия со дня рождения Ольги Ладыженской.
Житомирская также работала вместе с Барри Саймоном.[значимость факта?]